# 花に亡霊
「花に亡霊」（はなにぼうれい）は、日本のロックバンドヨルシカの楽曲。3作目のデジタル配信限定シングルとしてユニバーサルJより2020年4月22日に各音楽配信サービスにてリリースされた。

## 概要
配信と同日、ユニバーサルミュージックのYouTubeチャンネルに、『花に亡霊』の30秒CMが公開された。ナレーションは花江夏樹。ミュージックビデオには主題歌となった映画『泣きたい私は猫をかぶる』本編の映像が使用されている。
楽曲についてコンポーザーのn-bunaは、「純粋に、きれいなメロディ、きれいな情景を並べた歌を作ろうと思ってできた曲」であり、自身の好きな"夏の匂いがする"という言葉を歌詞に入れたとコメントしている。

## 認定と売上
|                                | 認定 (RIAJ) | 売上/再生回数      |
| ------------------------------ | ----------- | ------------------ |
| ダウンロード                   | ゴールド    | 100,000* DL        |
| ストリーミング                 | プラチナ    | 100,000,000 回再生 |
| *認定のみに基づく売上/再生回数 |             |                    |

## タイアップ
花に亡霊
長編アニメーション『泣きたい私は猫をかぶる』主題歌